# Westzijde Posse
Westzijde Posse is een Nederlandse televisieserie die in 1996 en 1997 door Veronica werd uitgezonden. De serie is nooit herhaald of op dvd uitgebracht.
De televisieserie werd gemaakt door First Floor Features, vooral bekend als de makers van Flodder. Een groot gedeelte van de set van Westzijde Posse is later ook gebruikt voor het vierde en vijfde seizoen van de televisieserie Flodder. Dick Maas heeft de dubbele aflevering De gijzeling geschreven, met Coen van Vrijberghe de Coningh als gastrol. 
Allard Bekker, Wijo Koek, Will Koopman  en Martin Lagestee  regisseerden de afleveringen. Koek schreef ook het scenario en Koopman was daarnaast uitvoerend producent. De montage was in handen van Hans van Dongen en Liesbeth Wieggers. Vanaf het tweede seizoen zijn de scenario's deels bewerkt door Esmé Lammers.
De serie begon elke week met het nummer Altijd de eerste zijn van de (gelegenheids) formatie J.A.W. bestaande uit Joris van Ooij, Anya Koek en Wijo Koek.

## Verhaal
De serie volgt zeven straatjongeren uit een volksbuurt, die opgroeien en samen avonturen beleven in een ruige stadsomgeving. Ondanks de druk van de buurt en de politie blijven ze zichzelf trouw: hun onderlinge band, veerkracht en humor helpen hen de uitdagingen van het stadsleven het hoofd te bieden.

## Rolverdeling
- Bart Gabriëlse – Mac (seizoen 1)
- Daniël Boissevain – Mac (seizoen 2)
- Miranda Bergen – Astra
- Winston Rodriguez – Ozzy
- Freark Smink – Zuidewind
- Marloes van den Heuvel – Maters
- Maarten Ooms – Zen
- Maaike Boelee – Manga
- Hugo Konings – Gizmo (seizoen 1)
- Maarten Wemelsfelder – Gizmo (seizoen 2)
- Howard Komproe – Ferro
- Leontine Ruiters – Bonnie
- Hans Dagelet – Inspecteur Garcia (seizoen 1)
- Roef Ragas – Esteban (seizoen 2)
- Leonoor Pauw – Inspecteur Vargas (seizoen 2)
- Paul van Soest – Brigadier Zomers

### Gastrollen
- Coen van Vrijberghe de Coningh – Marius (aflevering: De gijzeling deel 1 en 2)
- Miguel Stigter - Bendeleider (aflevering: Trekpleisters)
- Laus Steenbeeke  - Winkeleigenaar (aflevering: De enveloppen)
- Serge-Henri Valcke  - Toerist (aflevering: Trekpleisters)
- Erik de Vogel  - Rechercheur (aflevering: De tweestrijd)

## Afleveringen
Seizoen 1
1. De line up
2. De leider
3. Het pakket
4. Twee honden
5. Trekpleisters
6. Tweestrijd
7. De vloek
8. De baan
9. Straatwaarde
10. Homerun
11. Joyride
12. Geheimen
13. Finale

Seizoen 2
1. De wedstrijd
2. De enveloppen
3. De modellen (deel 1)
4. De modellen (deel 2)
5. De afrekening
6. De hartenbreker
7. De gijzeling (deel 1)
8. De gijzeling (deel 2)
9. De meiden
10. De infiltrante
11. De bokser
12. De gevangene
13. De tijdmachine